# Grande Prêmio da Grã-Bretanha de 1997
Resultados do Grande Prêmio da Grã-Bretanha de Fórmula 1 realizado em Silverstone em 13 de julho de 1997. Nona etapa do campeonato, foi vencido pelo canadense Jacques Villeneuve, da Williams-Renault, que subiu ao pódio ladeado por Jean Alesi e Alexander Wurz, pilotos da Benetton-Renault.

## Resumo
- Damon Hill marca os primeiros pontos na temporada, pela equipe Arrows.[3]
- Primeiro pódio de Alexander Wurz na Fórmula 1, em seu terceiro GP na categoria.
- 100ª vitória da Williams Grand Prix Engineering na categoria.

## Classificação da prova

### Treino oficial

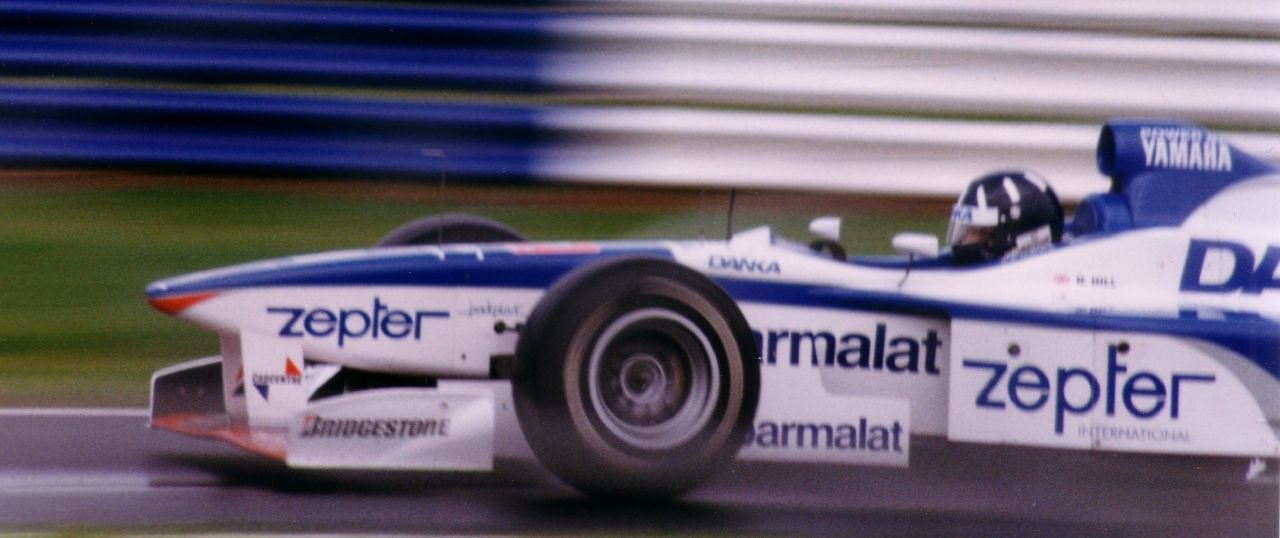
Damon Hill e sua Arrows A18 durante a prova

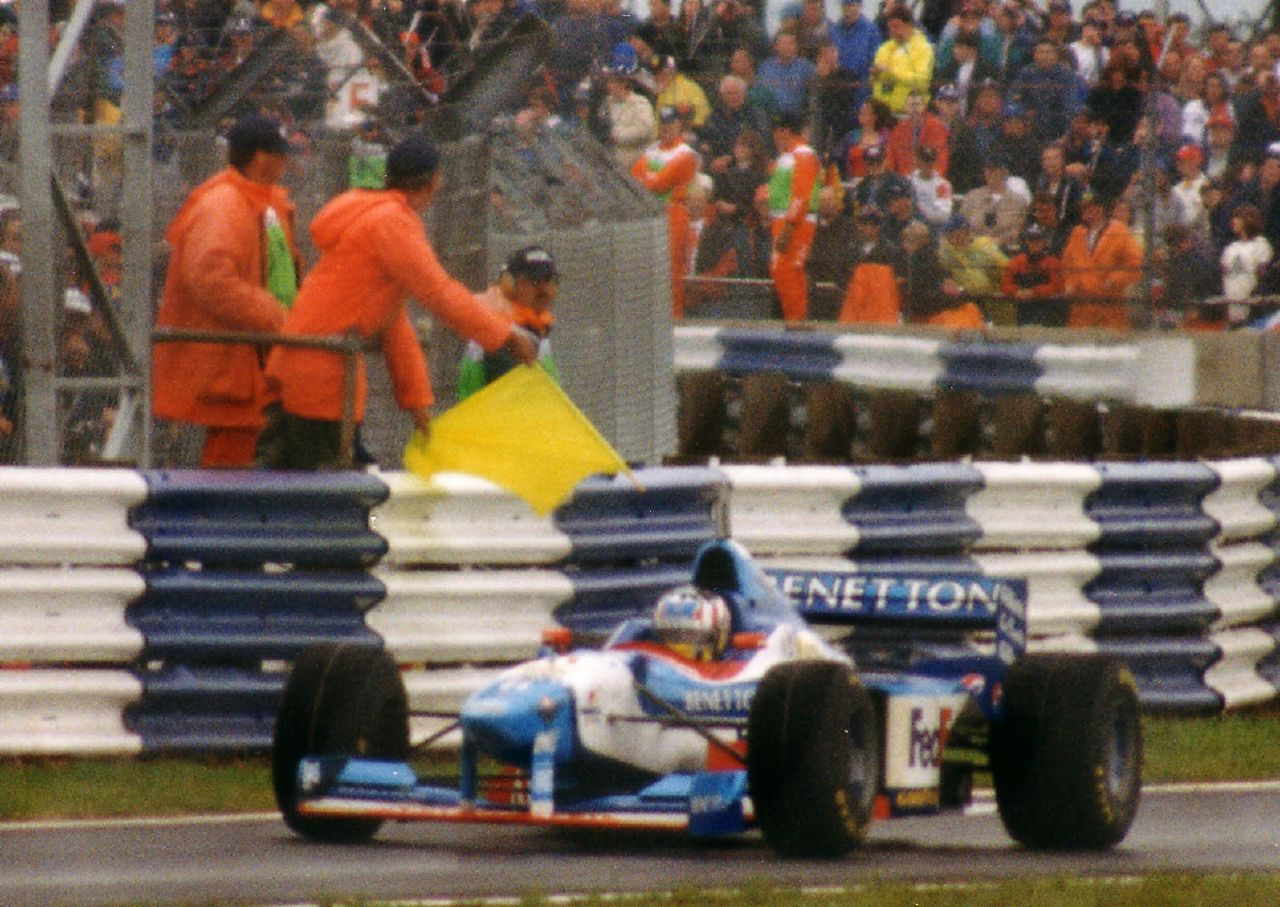
Alexander Wurz em um trecho da corrida sob bandeira amarela.

| Pos.                      | Nº | Piloto                | Construtor        | Tempo    | Diferença | Grid |
| ------------------------- | -- | --------------------- | ----------------- | -------- | --------- | ---- |
| 1                         | 3  | Jacques Villeneuve    | Williams-Renault  | 1:21.598 |           | 1    |
| 2                         | 4  | Heinz-Harald Frentzen | Williams-Renault  | 1:21.732 | + 0.134   | 2    |
| 3                         | 9  | Mika Häkkinen         | McLaren-Mercedes  | 1:21.797 | + 0.199   | 3    |
| 4                         | 5  | Michael Schumacher    | Ferrari           | 1:21.977 | + 0.379   | 4    |
| 5                         | 11 | Ralf Schumacher       | Jordan-Peugeot    | 1:22.277 | + 0.679   | 5    |
| 6                         | 10 | David Coulthard       | McLaren-Mercedes  | 1:22.279 | + 0.681   | 6    |
| 7                         | 6  | Eddie Irvine          | Ferrari           | 1:22.342 | + 0.744   | 7    |
| 8                         | 8  | Alexander Wurz        | Benetton-Renault  | 1:22.344 | + 0.746   | 8    |
| 9                         | 16 | Johnny Herbert        | Sauber-Petronas   | 1:22.368 | + 0.770   | 9    |
| 10                        | 12 | Giancarlo Fisichella  | Jordan-Peugeot    | 1:22.371 | + 0.773   | 10   |
| 11                        | 7  | Jean Alesi            | Benetton-Renault  | 1:22.392 | + 0.794   | 11   |
| 12                        | 1  | Damon Hill            | Arrows-Yamaha     | 1:23.271 | + 1.673   | 12   |
| 13                        | 14 | Jarno Trulli          | Prost-Mugen/Honda | 1:23.366 | + 1.768   | 13   |
| 14                        | 17 | Norberto Fontana      | Sauber-Petronas   | 1:23.790 | + 2.192   | 22   |
| 15                        | 15 | Shinji Nakano         | Prost-Mugen/Honda | 1:23.887 | + 2.289   | 14   |
| 16                        | 23 | Jan Magnussen         | Stewart-Ford      | 1:24.067 | + 2.469   | 15   |
| 17                        | 2  | Pedro Paulo Diniz     | Arrows-Yamaha     | 1:24.239 | + 2.641   | 16   |
| 18                        | 19 | Mika Salo             | Tyrrell-Ford      | 1:24.478 | + 2.880   | 17   |
| 19                        | 20 | Ukyo Katayama         | Minardi-Hart      | 1:24.553 | + 2.955   | 18   |
| 20                        | 18 | Jos Verstappen        | Tyrrell-Ford      | 1:25.010 | + 3.412   | 19   |
| 21                        | 21 | Tarso Marques         | Minardi-Hart      | 1:25.154 | + 3.556   | 20   |
| 22                        | 22 | Rubens Barrichello    | Stewart-Ford      | 1:25.525 | + 3.927   | 21   |
| Limite dos 107%: 1:27.310 |    |                       |                   |          |           |      |
| Fonte:                    |    |                       |                   |          |           |      |

### Corrida
| Pos.   | Nº | Piloto                | Construtor        | Voltas | Tempo/Diferença   | Grid | Pontos |
| ------ | -- | --------------------- | ----------------- | ------ | ----------------- | ---- | ------ |
| 1      | 3  | Jacques Villeneuve    | Williams-Renault  | 59     | 1:28:01.665       | 1    | 10     |
| 2      | 7  | Jean Alesi            | Benetton-Renault  | 59     | + 10.205          | 11   | 6      |
| 3      | 8  | Alexander Wurz        | Benetton-Renault  | 59     | + 11.296          | 8    | 4      |
| 4      | 10 | David Coulthard       | McLaren-Mercedes  | 59     | + 31.229          | 6    | 3      |
| 5      | 11 | Ralf Schumacher       | Jordan-Peugeot    | 59     | + 31.880          | 5    | 2      |
| 6      | 1  | Damon Hill            | Arrows-Yamaha     | 59     | + 1:13.552        | 12   | 1      |
| 7      | 12 | Giancarlo Fisichella  | Jordan-Peugeot    | 58     | + 1 volta         | 10   |        |
| 8      | 14 | Jarno Trulli          | Prost-Mugen/Honda | 58     | + 1 volta         | 13   |        |
| 9      | 17 | Norberto Fontana      | Sauber-Petronas   | 58     | + 1 volta         | 22   |        |
| 10     | 21 | Tarso Marques         | Minardi-Hart      | 58     | + 1 volta         | 20   |        |
| 11     | 15 | Shinji Nakano         | Prost-Mugen/Honda | 57     | Motor             | 14   |        |
| Ret    | 9  | Mika Häkkinen         | McLaren-Mercedes  | 52     | Motor             | 3    |        |
| Ret    | 23 | Jan Magnussen         | Stewart-Ford      | 50     | Motor             | 15   |        |
| Ret    | 18 | Jos Verstappen        | Tyrrell-Ford      | 45     | Motor             | 19   |        |
| Ret    | 6  | Eddie Irvine          | Ferrari           | 44     | Semieixo          | 7    |        |
| Ret    | 19 | Mika Salo             | Tyrrell-Ford      | 44     | Motor             | 17   |        |
| Ret    | 16 | Johnny Herbert        | Sauber-Petronas   | 42     | Pane elétrica     | 9    |        |
| Ret    | 5  | Michael Schumacher    | Ferrari           | 38     | Rolamento de roda | 4    |        |
| Ret    | 22 | Rubens Barrichello    | Stewart-Ford      | 37     | Motor             | 21   |        |
| Ret    | 2  | Pedro Paulo Diniz     | Arrows-Yamaha     | 29     | Motor             | 16   |        |
| Ret    | 4  | Heinz-Harald Frentzen | Williams-Renault  | 0      | Colisão           | 2    |        |
| Ret    | 20 | Ukyo Katayama         | Minardi-Hart      | 0      | Acidente          | 18   |        |
| Fonte: |    |                       |                   |        |                   |      |        |

## Tabela do campeonato após a corrida
| Pos. | Piloto                | Pontos |
| ---- | --------------------- | ------ |
| 1    | Michael Schumacher    | 47     |
| 2    | Jacques Villeneuve    | 43     |
| 3    | Jean Alesi            | 21     |
| 4    | Heinz-Harald Frentzen | 19     |
| 5    | Eddie Irvine          | 18     |

| Pos. | Construtor        | Pontos |
| ---- | ----------------- | ------ |
| 1    | Ferrari           | 65     |
| 2    | Williams-Renault  | 62     |
| 3    | Benetton-Renault  | 35     |
| 4    | McLaren-Mercedes  | 24     |
| 5    | Prost-Mugen/Honda | 16     |

- Nota: Somente as primeiras cinco posições estão listadas.